# Bathyporeia pilosa
Bathyporeia pilosa är en kräftdjursart som beskrevs av Anders J. Lindstrom 1855. Bathyporeia pilosa ingår i släktet Bathyporeia och familjen Pontoporeiidae. Arten är reproducerande i Sverige. Inga underarter finns listade i Catalogue of Life.